# I mörkrets bojor
I mörkrets bojor är en svensk dramafilm från 1917 i regi av Georg af Klercker. 

## Om filmen
Filmen premiärvisades 26 mars 1917 på biograf Scala i Malmö. Den spelades in vid Hasselbladateljén på Otterhällan i Göteborg av Carl Gustaf Florin.  

## Rollista (i urval)
- Sybil Smolova – Elinor
- Carl Barcklind – Petipon, hennes make, doktor
- Artur Rolén – Arthur, deras son
- Ivar Kalling – greve Xavier
- Frans Oscar Öberg – fängelsepräst
- Karl Gerhard – den långe förbrytaren
- Hugo Björne – förhörsdomare
- Ludde Gentzel – grevens läkare och fångvaktare
- Helge Kihlberg – grevens betjänt och polis
- Nils Wahlbom – polis
- Victor Arfvidson – detektiv
- Gustaf Bengtsson – detektiv
- Gabriel Alw – förbrytare
- Sture Baude – förbrytare
- Arvid Hammarlund – man på polisstationen